# Grif
Die Grif (Kennung: P401) ist ein 1976 gebautes Patrouillenboot, das unter drei Flaggen diente und heute als Museumsschiff in Tallinn liegt.

## Geschichte
Das Patrouillenboot wurde 1976 als eine Einheit des Projekts 1400M (NATO: Zhuk-Klasse) für die sowjetischen Küstenwache in Dienst gestellt.
Von 1992 bis 1994 diente es zusammen mit dem Schwesterschiff Leopard als Patrouillenboot des estnischen Verteidigungsbundes. Im Jahr 1994 wurde das Boot von der estnischen Marine übernommen, in Grif umbenannt und war dort bis zum 27. April 2001 eingesetzt.
Seit dem 11. Juli 2001 ist die Grif ein Museumsschiff des Estnischen Meeresmuseums und wurde zur Ausstellung im Tallinner Wasserflugzeughafen aufgelegt.